# Pyrrolin
Pyrroliner, även kända som dihydropyrroler, är tre olika heterocykliska organiska föreningar som bara skiljer sig åt genom placeringen av dubbelbindningen. 1-Pyrrolin är en cyklisk imin medan 2-pyrrolin och 3-pyrrolin är cykliska aminer.
|            |            |            |
| 1-Pyrrolin | 2-Pyrrolin | 3-Pyrrolin |